# Toei Animation
Toei Animation (яп. 東映動画) — японська анімаційна студія. Заснована 1956 року. За більш ніж 50 років існування, студія «Toei Animation» створила безліч популярних аніме. Зараз[коли?] Toei є провідною компанією у виробництві аніме в Японії, попри те, що популярність вона набула за хіти, випущені багато років тому. З «Toei Animation» співпрацювали такі режисери-аніматори, як Хаяо Міядзакі і творець «Могили Світлячків» Ісао Такахата. Проте, всі вони пішли зі студії.

## Історія
Будучи створеною в 1956 році, студія орієнтувалася на Disney, намагаючись стати його японським аналогом. Першими роботами стали фільми, засновані на японських історіях. У травні 1957 року, випустили перший короткометражний фільм, наступною стрічкою стала повнометражка «Біла змія». Усі ранні роботи були чорно-білими. Пізніше «Toei Animation» зняла серію фільмів за мотивами казок, а саме: «Пригоди Гуллівера» (1965), «Лускунчик Кітаро» (1968), «Казки Андерсена» (1968), «Принцеса підводного царства» за мотивами «Русалочки», «Кіт у чоботях» (1969). Головний герой останнього, Кіт П'єро, зображений на логотипі студії.
На початку 70-х «Toei Animation» продюсувала багато аніме-версій робіт Го Нагаї, такі як «Гарнюня Хані» та інші. Водночас студія популяризує дівчаток-чарівниць. Першою їх роботою в цьому напрямку став серіал «Відьма Саллі». Пізніше були «Лулу — ангел квітів» і «Кудесниця Мег». Таким чином, «Toei Animation» стала одними з перших подвижників жанру махо-сьодзьо.
Ще з 1973 року Toei почала просування своєї продукції за кордон і співпрацю з іноземними анімаційними студіями. Таким чином, деякі їхні роботи націлені на американську публіку, і деякою мірою відрізняються від аніме.
Вже з 1985 року студія перша використовує комп'ютеризацію у створенні аніме, а в лютому наступного року світ побачив безсмертний «Драгонболл», що став хітом. У березні 1986-го цей серіал отримує французьку премію «Prix d'Or» від гумористичного журналу PIF, взявши гран-прі.
Наступний крок в освоєнні комп'ютерної анімації студія робить в грудні 1991-го, коли встановлює виробниче програмне забезпечення «CATAS» (Computer Aided Toei Animation System). І тут же на наступний рік виходить новий хіт — легендарний «Сейлор Мун»! Він буквально відразу ж стає популярним, і тримається на вершині хіт-парадів протягом 5 років.
Вже в 1998-му студія випускає першу OVA по «One Piece», з 1999 року починається випуск серіалу, який триває і зараз. Думаю, ні для кого не секрет, яке місце займає цей серіал в сучасному хіт-параді аніме. У 2012 році вийшов 12 повнометражний фільм — «One Piece: Z».
У 2006-му році «Toei Animation» спільно з видавництвом «Gentosha» організувала новий анімаційний проєкт — Ґа-німе (яп. Ga-nime (画 ニメ), від «ілюстрація», «Ґа» і «аніме», разом — «художня анімація»). Твори, що випускаються в його рамках, являють собою мультфільми, в яких графічний ряд складається зі змінюваних статичних картинок, супроводжуваних голосом і музичним оформленням. Першими Ґа-німе стали роботи художників Йосітака Амено і Амемію Кейта, на чию основу лягли адаптації робіт Осаму Дадзая, Сакутаро Хагіварі і Говарда Філліпса Лавкрафта. Через кілька років, проєкт припинив існування.

## Список випущених аніме
- «Біла змія»
- «Пригоди Гуллівера»
- «Лускунчик Кітаро»
- «Казки Андерсена»
- «Принцеса підводного царства»
- «Кіт у чоботях»
- «Гарнюня Хані»
- «Відьма Саллі»
- «Лулу — ангел квітів»
- «Кудесниця Мег»
- «Asari-chan»
- «Bobobo-bo Bo-bobo»
- «Dragon Ball»
- Dragon Ball Z
- Dragon Ball GT
- Dragon Ball Super
- Dragon Ball Daima
- «Dr. Slump»
- «Сейлор Мун»
- «One Piece»
- «One Piece:Z»
- «Трапеція»
- «Мононоке»
- «Yu-Gi-Oh!»
- «Konjiki no Gash Bell!»